# شارة رابعة

شعار رابعة

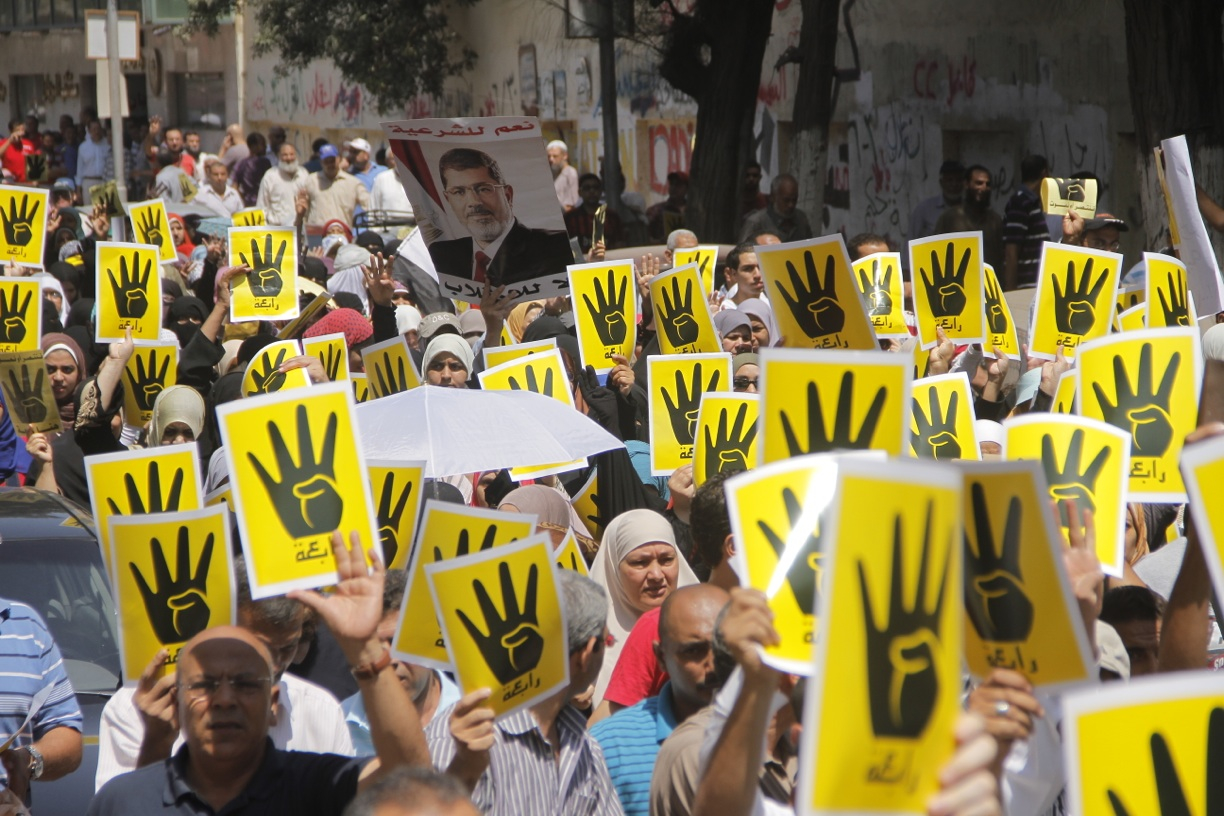
متظاهرون مؤيدون للرئيس مرسي يرفعون شارة رابعة.

شارة رابعة أو شعار رابعة أو علامة رابعة هي شعار تمت تسميته نسبة إلى ميدان رابعة العدوية بالقاهرة، استعمله مؤيدو الرئيس المصري محمد مرسي ضد الانقلاب عليه، وظهر بعد فض اعتصامي رابعة العدوية والنهضة في أغسطس 2013، لهذا سمي باسم رابعة. وهو صورة يد مفتوحة ما عدا الإبهام، وترسم تلك اليد بلون أسود على أرضية صفراء.

## نشأة الشعار
أطلق الشعار لأول مرة داخل الميدان عند الفض من بعض المعتصمين وقيل إنهم أثناء الاعتصام كانوا يرفعونه للمزاح، وبعد ذلك قيل من الإعلام المصري ثم الإعلام الغربي أن رئيس الوزراء التركي آنذاك رجب طيب أردوغان هو أول من رفعه أثناء حديثه أمام جمهور في تركيا. وصممت الشعار المصممة التركية صالحة ايرين والمهندس التركي جهاد دوليس.

## استخدام الشعار

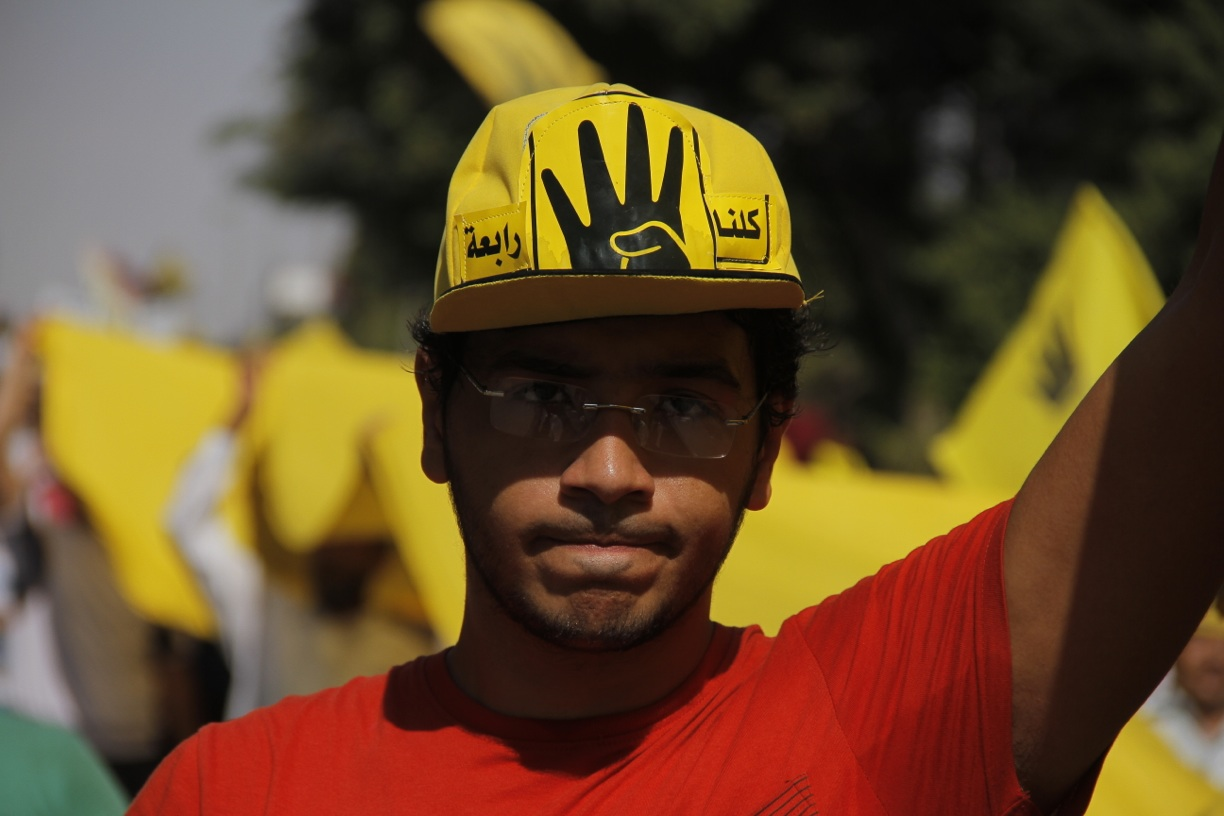
متظاهر مصري يلبس طاقية تحمل كلمة وشعار رابعة

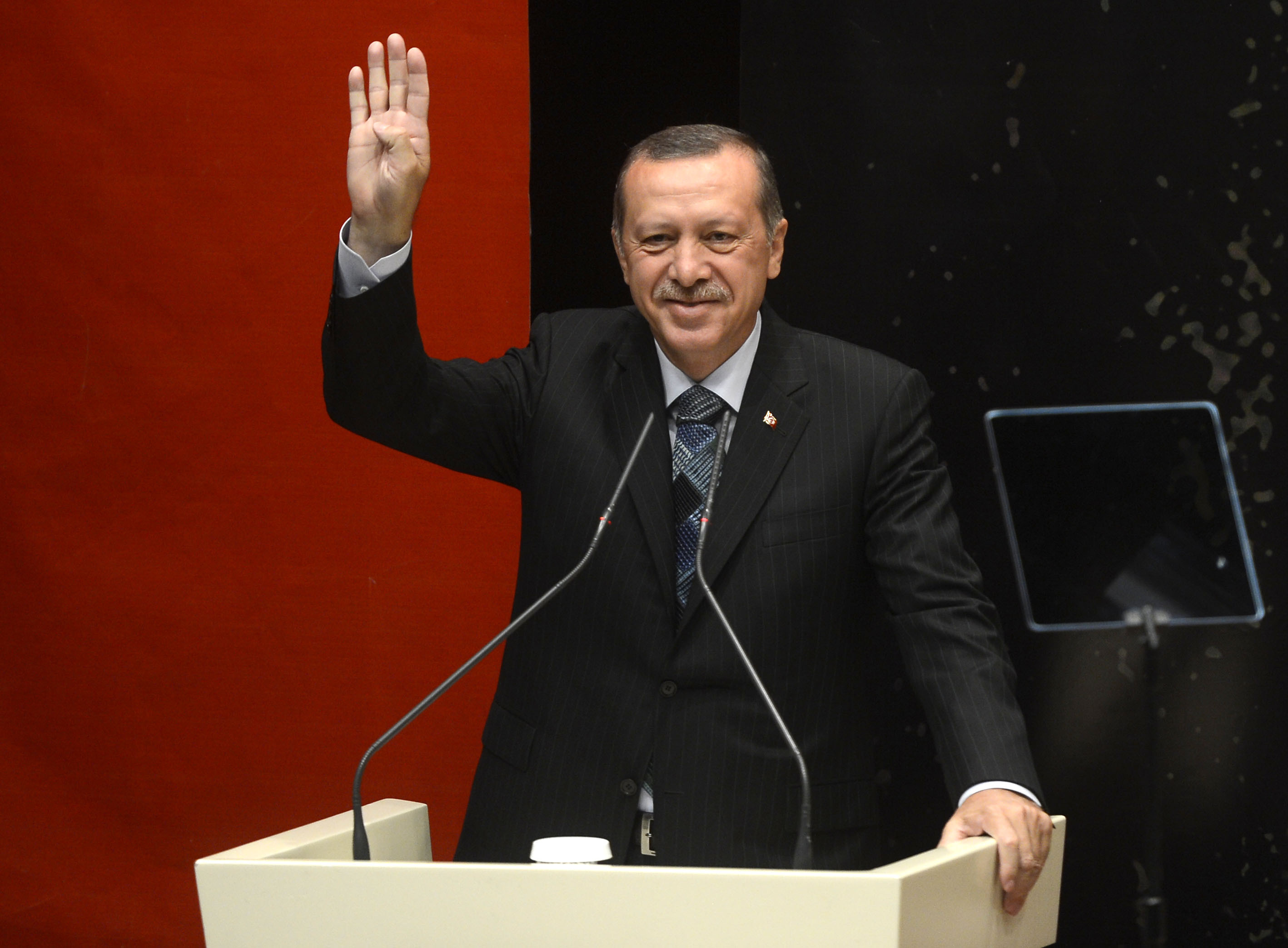
رفع رجب طيب أردوغان شارة رابعة أثناء خطابه في البرلمان التركي

استخدمت هذه العلامة في مختلف المظاهرات الموالية للرئيس السابق محمد مرسي بعدة مدن مصرية وعربية وإسلامية. وظهرت أيضا أثناء الحج في عرفة حيث وضعه بعض الحجاج على مظلاتهم. وكما رفعه لاعب الكونغ فو المصري هشام عبد الحميد أثناء تدريب للفريق في قاعة رياضية خلال بطولة العالم للكونغ فو في ماليزيا
ورفعه أيضا لاعب النادي الأهلي أحمد عبد الظاهر عقب تسجيله الهدف الثاني لفريقه في نهائي بطولة دوري أبطال أفريقيا لكرة القدم مما أدى لإيقافه عن اللعب مع فريقه في المناسبات المحلية ثلاثة أشهر ومع المنتخب في المنافسات الدولية لمدة سنة.
ورفع الشارة أيضا اللاعب محمد يوسف رمضان بطل مصر والعالم لمنافسات الكونغ فو لمنافسات الساندا لوزن 90 كيلوجرام. حيث قام برفع شعار رابعة بعدما فاز في المباراة النهائية بدورة الألعاب القتالية لمنافسات الكونغ فو، التي أقيمت بمدينة سان بطرسبرج الروسية في أكتوبر 2013.
وأطلقه كذلك لاعب جيو جيوتسو محمد الجلاصي خلال فوزه ببطولة العالم للجيو جيوتسو في كندا. وظهر أيضا خلال حفل تأبين الرئيس الجنوب أفريقي الراحل نيلسون مانديلا في ملعب «اسويتو» في جوهانسبرغ.
وقال اللواء هشام شرابي المدير الأسبق للإدارة العامة للمصنفات الفنية لقناة الحياة في 27 ديسمبر 2013 بعد قرار الحكومة اعتبار الإخوان المسلمين منظمة إرهابية أنه ستطبق المادة 86 من قانون العقوبات على كل من يحمل أو يطبع أو يضع في مواقع التواصل الاجتماعي شارة رابعة. وقد أدى ذلك لاختفاء الكثير من شارات رابعة من صور الصفحات الشخصية في فيسبوك في الساعات الموالية لتصريحه. وبناءً على قانون العقوبات المصري، أفادت مصادر أنه تم حبس طالب بالمرحلة الثانوية 15 يوما احتياطيا بسبب حيازته لمسطرة عليها الشعار بعد بلاغ من أحد المدرسين بذلك، كما ألقي القبض على والد الطالب بتهمة حث ابنه على حيازة المسطرة.

## مشتقاته

شعار مشتق من شعار رابعة

استعمل شعار رابعة في تونس في إطار التجاذبات السياسية بين حزب حركة النهضة وأنصارها من جهة، ومعارضيها من جهة أخرى، حيث رفع أنصار النهضة شعار رابعة في مظاهراتهم تأييدا منهم لحركة الإخوان المسلمين. واشتق شعار حملة «وينو البترول» التي بدأت في تونس منذ مايو 2015 من شعار رابعة.

شعار حملة "وينو البترول"

## وصلات خارجية
- رفع شعار «العمر مش بعزقة»..وتظهر متخفية بـ«الفيسبوك» شعارات مشتقة من شارة رابعة، المصري اليوم